# Olivella anazora
Olivella anazora är en snäckart som först beskrevs av Pierre Louis Duclos 1835.  Olivella anazora ingår i släktet Olivella och familjen Olividae. Inga underarter finns listade i Catalogue of Life.